# ベニガシラヒメアオバト
ベニガシラヒメアオバト（学名：Ptilinopus porphyreus ）は、小型でカラフルな鳩。
インドネシアの固有種であり、スマトラ島、ジャワ島、バリ島の標高1000～2200メートル程度の山中の森に生息している。樹上に薄い巣を作り、白色の卵を1個か稀に2個産む。抱卵期間は20日で、ヒナは生後15～16日で羽が生え揃う。ベニガシラヒメアオバトは警戒心が強く、あまり人目に触れることはない。通常は単独か番（つがい）で行動するが、よく好まれるような果樹では十数羽ほどの群れが見られることもある。
オスは、頭からのどにかけては鮮やかなピンク色がかった紫色であり、首の辺りには暗緑色で縁取られた白い首輪のような帯がある。羽や背など体の上部は緑色で、腹は灰色、尾羽の下の辺りは黄色である。虹彩の色はオレンジ色、嘴は緑灰色で、足はピンク色である。メスはオスより鈍い（地味な）色合いで、首の帯もあまりはっきりしない。幼鳥も同様で、メスよりさらに地味で単調な色である。
鳴き声は柔らかく「ホー」と鳴く。木々の高い所でイチジクやベリーなどの小さな果実を食べる。下から見ると緑色の葉にうまくカモフラージュされて見つかりにくい。
ベニガシラヒメアオバトが生息できる森林はわずか12,000km2以下に限られており、スマトラ島で3区域、ジャワ島の16区域、バリ島の1区域のみである。それらの区域のほとんどは200km2以下で、今もさらに縮小し続けている。